# Lenzing (Niederwinkling)
Lenzing ist ein Ortsteil der Gemeinde Niederwinkling im niederbayerischen Landkreis Straubing-Bogen.

## Lage
Lenzing liegt am linken Ufer der Donau etwa zwei Kilometer südwestlich von Niederwinkling.

## Geschichte
Chunrad Chamerauer zum Haidstein verkaufte 1480 mit Willen seines Vaters Ulrich und seines Schwagers Wolfgang Rammelsteiner den Hof zu Lenzing auf Wiederkauf an Erhard Harmair, Bürger zu Bogen. Der Einzelhof Lenzing unterstand der Hofmarksherrschaft Welchenberg im Pfleggericht Mitterfels und kam nach der Gemeindebildung im 19. Jahrhundert zur Gemeinde Pfelling. Im Zuge der Gebietsreform in Bayern wurde die Einöde Lenzing mit Wirkung vom 1. Mai 1978 gemäß Verordnung vom 12. April 1976 mit weiteren Teilen der aufgelösten Gemeinde Pfelling in die Gemeinde Niederwinkling eingegliedert.

## Sehenswürdigkeiten
- Filialkirche St. Koloman. Das spätbarocke Bauwerk am Ufer der Donau wurde 1761 durch das Kloster Oberalteich, dem die Kirche mit der Pfarrei Oberwinkling inkorporiert war, vollständig erneuert. Durch die Säkularisation in Bayern kam es in den Besitz des anliegenden Bauernhofes.